# Qeleshe

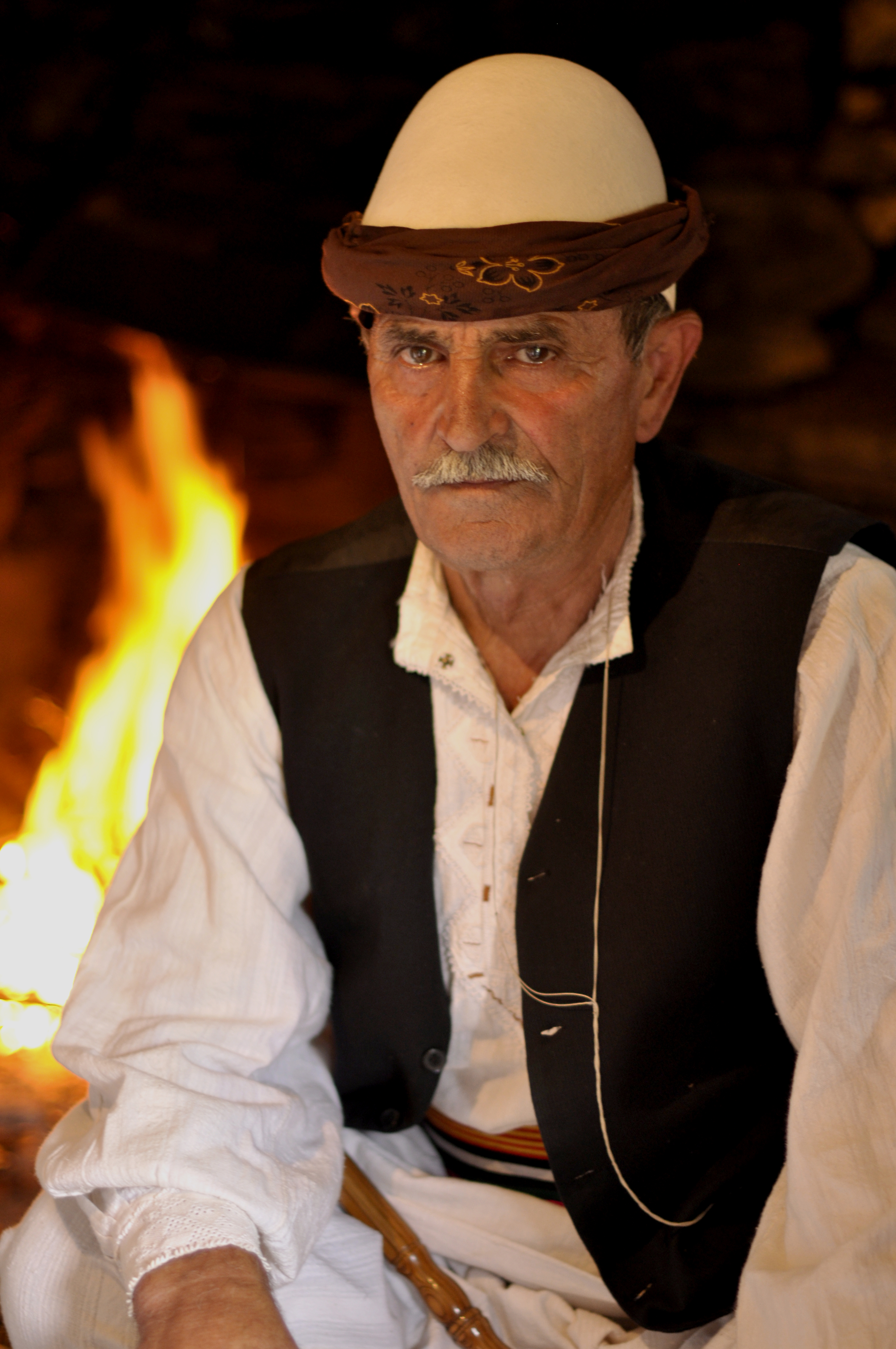
Albánec s qeleshe na hlavě

Qeleshe nebo také qylat je tradiční albánská mužská pokrývka hlavy. Je zhotovena ručně z nebarvené plsti (albánsky „lesh“). Pochází od starých Ilyrů a bývá také nazývána „plis“ podle antického klobouku bez krempy nazývaného pileus. Byla symbolem boje za albánskou nezávislost, zmiňují se o ní Franz Nopcsa a Charles Bargue. V běžném životě se už často nenosí, jako součást lidového kroje je využívána především folklórními soubory. Byla také poznávacím znamením albánských fanoušků na mistrovství Evropy ve fotbale 2024.
Tvar čepice se liší podle regionu. V severní Albánii má tvar polokoule, ve střední Albánii nízkého komolého kužele a v jižní Albánii je vyšší a připomíná turecký fez bez střapce. Výrobou těchto čepic proslulo město Krujë.
Původně tuto pokrývku hlavy nosili také Srbové a nazývali ji keče (кече), svědčí o tom například socha Vítěze v Bělehradu.